# Downingia bacigalupii
Downingia bacigalupii är en klockväxtart som beskrevs av Weiler. Downingia bacigalupii ingår i släktet Downingia och familjen klockväxter. Inga underarter finns listade i Catalogue of Life.